# Robert Bakewell (Agrarwissenschaftler)

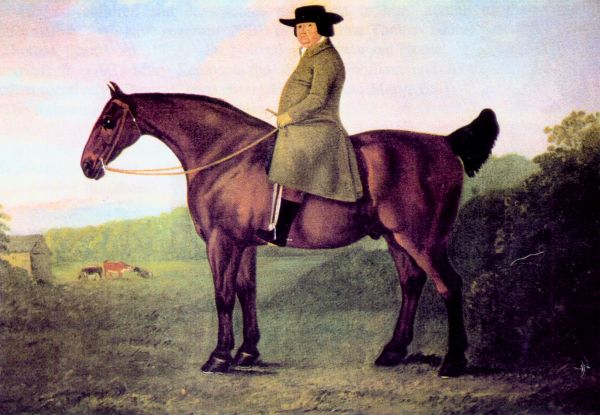
Robert Bakewell, Gemälde von John Boultbee

Robert Bakewell (* 23. Mai 1725 auf dem Landsitz Dishley Grange, Leicestershire; † Oktober 1795) war ein britischer Landwirt, der heute als eine der bedeutendsten Persönlichkeiten der britischen Landwirtschaftsrevolution gilt.
Bakewell verbesserte nicht nur landwirtschaftliche Anbaumethoden, sondern gilt allgemein als die Person, die als erste eine systematische Selektion bei der Viehzucht betrieb. Sein Vorgehen führte zu einer deutlichen Verbesserung bei Schaf-, Rind und Pferderassen. Wegen seiner Erfolge bei der Zucht von Vieh gaben Zeitgenossen ihm den Spitznamen „Der große Verbesserer“ (The Great Improver).

## Leben
Robert Bakewell wurde als fünfter Sohn von Robert und Rebecca Bakewell geboren. Als junger Mann bereiste er Großbritannien und anschließend auch Europa, um andere landwirtschaftliche Methoden kennenzulernen.
Bakewell übernahm 1760, nach dem Tod seines Vaters, den Pachtvertrag von Dishley Grange. Seine revolutionären Zuchtmethoden unterstützte er durch zahlreiche Maßnahmen, mit denen er das von ihm bewirtschaftete Land verbesserte. Dazu gehörten unter anderem verbesserte Bewässerungsmethoden für seine Weiden, auf denen dadurch eine größere Anzahl von Vieh leben konnte. Er lehrte diese Methoden zahlreiche Farmer seiner Umgebung und gründete 1783 die Dishley Society, um die Interessen von Viehzüchtern zu vertreten. Zu seinen Unterstützern zählte unter anderem Thomas William Coke, 1. Earl of Leicester, der seine Methoden adaptierte. Letzterer hatte auch Einfluss darauf, dass die Zuchtmethoden von Bakewell nach dessen Tod im Jahre 1795 weiterentwickelt wurden.

## Einfluss

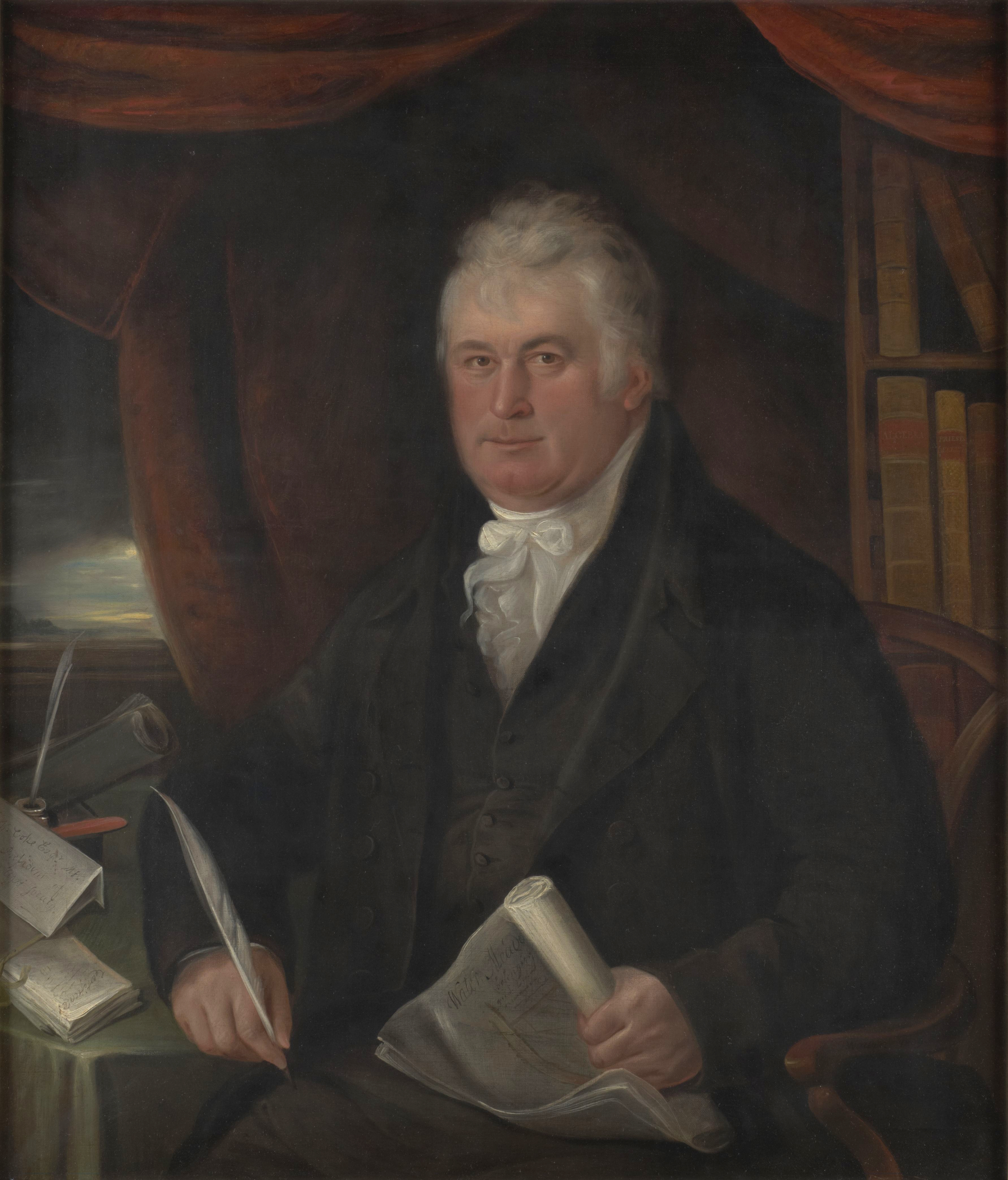
Bakewell fand auf Grund seiner Erfolge Nachahmer auch in adeligen Kreisen. Thomas Coke, 1. Earl of Leicester, gehört zu den Personen, die seine Methoden aufgriffen

Bakewell wurde vor allem für seine Zuchterfolge bei Pferden, Schafen und Kühen bekannt. Zu der Zeit, zu der er gezielt zu züchten begann, war eine selektive Zucht, bei der gezielt Elterntiere mit herausragenden Eigenschaften weitervermehrt wurden, noch weitgehend unbekannt. Philip Walling nennt in seiner Geschichte der britischen Schafhaltung die Zuchtwahl, die vor Bakewell dominierte, die „Vereinigung von Niemandens Sohn mit Jedermanns Tochter.“ Bakewell war dabei selbstbewusst genug, um sich über jahrhundertelange Praktiken hinwegzusetzen und auch Muttertiere mit ihren Söhnen, Vatertiere mit ihren Töchtern und Geschwistertiere miteinander zu paaren, um gewünschte Merkmale zu verstärken. Solche Zuchtmethoden werden auch heute angewendet. Zu dem Zeitpunkt, zu dem Bakewell sie anwendete, stellten sie jedoch einen Tabubruch dar. Das biblische Inzestverbot wurde auch auf die Viehzucht übertragen, und einige von Bakewells Zeitgenossen warfen ihm unmoralische Methoden vor. Erst gegen Ende des 18. Jahrhunderts wurde solches züchterische Vorgehen in breiterem Maße akzeptiert.
Bakewell gehört zu den ersten Landwirten, die gegen einen Geldbetrag systematisch Zuchtbullen und Zuchtböcke an andere landwirtschaftliche Betriebe verliehen. Er wurde für diese Praxis zunächst belächelt und es fanden sich nur wenige andere Landwirte, die dafür bereit waren zu zahlen, ein fremdes Zuchttier auf ihren Höfen einzustellen, wenn sie doch selbst über genügend männliche Tiere verfügten. Erst mit seinen deutlich erkennbaren Zuchterfolgen setzte sich diese Praxis durch. 1789, als ein Landarbeiter in einem halben Jahr 10 Guinees verdiente, nahm Bakewell für die Verleihung seiner Schafböcke 3000 Guinees ein. Für seinen am höchsten geschätzten Zuchtbock Twopounder zahlte man ihm im Herbst 1786 400 Guinees, damit dieser einen Monat lang die Schafe auf einem anderen Hof deckte. Bakewells Erfolg als Züchter geht auch darauf zurück, dass er im Sommer systematisch die Höfe abritt, auf denen zuvor seine Zuchttiere gedeckt hatten, um sich ein Bild davon zu machen, wie gut deren Nachwuchs auf diesen Höfen gedieh. Er hielt außerdem bewusst „Kontrolltiere“ in seinen Herden, die nicht aus seiner Zucht stammten, um an ihnen abzuschätzen, wie viel der Leistungsverbesserung auf die Verbesserung der Haltebedingungen zurückzuführen sei.
Bakewells Verbesserungen fielen in einen Zeitraum, in dem auf Grund einer sich allmählich urbanisierenden Bevölkerung eine zunehmende Nachfrage nach Fleisch entstand, welche die primär für die Subsistenzwirtschaft entwickelten Rassen nicht mehr befriedigen konnten. Bakewells Ruhm war zu seinen Lebzeiten sehr groß. Der russische Fürst Grigori Alexandrowitsch Potjomkin suchte seinen Rat in landwirtschaftlichen Fragen, die russische Zarin Katharina die Große entsandte sieben oder acht junge Russen, um auf seinem Hof zu lernen, mit dem Ziel, eine kaiserliche Landwirtschaft aufzubauen. Die Zarin verlor allerdings ihr Interesse an diesem landwirtschaftlichen Musterbetrieb, bevor er errichtet werden konnte.
Die von Bakewell entwickelten Rassen wurden auch nach seinem Tod weiter entwickelt, und es gibt nur wenige Darstellungen, die einen Eindruck vermitteln, wie die von ihm entwickelten Rassen zum Zeitpunkt seines Todes aussahen.

### Hausschaf

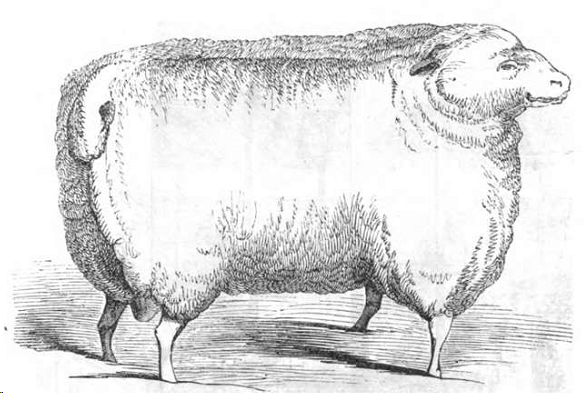
Darstellung eines Leicester-Widders aus dem Jahre 1843. Bakewell hatte großen Einfluss auf die Entwicklung dieser Rasse.

Den vermutlich größten Einfluss hatte Bakewell auf die Schafzucht. Er nutzte vor allem regionale Rassen, um über einen verhältnismäßig kurzen Zeitraum großrahmige Schafe mit langem, glänzendem Vlies zu entwickeln. Er verbesserte zunächst das aus Lincolnshire Wolds stammende Lincolnschaf. Lincolnschafe nutzte er unter anderem auch, um das Leicesterschaf weiterzuentwickeln, eine der weiteren Langwollrassen Großbritanniens. Er entwickelte aus dem Leicesterschaf das sogenannte Neue Leicester-Schaf, das auch gelegentlich Dishley Leicester genannt wird, und aus dem unter anderem das Border Leicester weiterentwickelt wurde. Vor den züchterischen Eingriffen galt das Leicesterschaf als ein nur langsam heranreifendes Schaf mit einem schwachen Körperbau, das ein schlechter Futterverwerter war. Aus seiner Züchtung entstand ein hornloses Schaf mit einer geraden Rückenlinie und Fleischansatz, das mit keiner anderen Rasse vergleichbar war und seine Eigenschaften innerhalb weniger Jahrzehnte zuverlässig vererbte. Thomas Coke, 1. Earl of Leicester, war einer der ersten, der auf seinen Gütern Leicesterschafe hielt, und obwohl er persönlich das Fleisch alter Schafrassen bevorzugte, betrieb er über Jahrzehnte eine letztlich erfolgreiche Kampagne, die Haltung dieser alten Rassen auf seinen Gütern und im gesamten County Norfolk aufzugeben.
Die von Bakewell verbesserten Schafrassen wurden in späteren Jahrzehnten in andere Länder ausgeführt, darunter auch Australien und Nordamerika. Sie haben zu Herausbildung zahlreicher moderner Schafrassen geführt. Dem schwerpunktmäßig in Mittel- und Osteuropa gehaltenen Texelschaf wurde Mitte des 19. Jahrhunderts beispielsweise insbesondere Leicester- und Lincolnschafe eingekreuzt. Ebenso wurde in das französische Bleu du Maine Leicesterschafe eingekreuzt. Die Schafrasse Wensleydale geht auf die Einkreuzung eines einzigen, hervorragenden Dishley-Leicester-Schafbocks mit Teeswater-Schafen zurück. Philip Walling geht in seiner 'Geschichte der britischen Schafzucht' davon aus, dass es heute in der gesamten westlichen Welt keine Schafrasse gibt, die nicht auch Erbgut des von Bakewell verbesserten Leicesterschafes aufweist.

### Hausrind

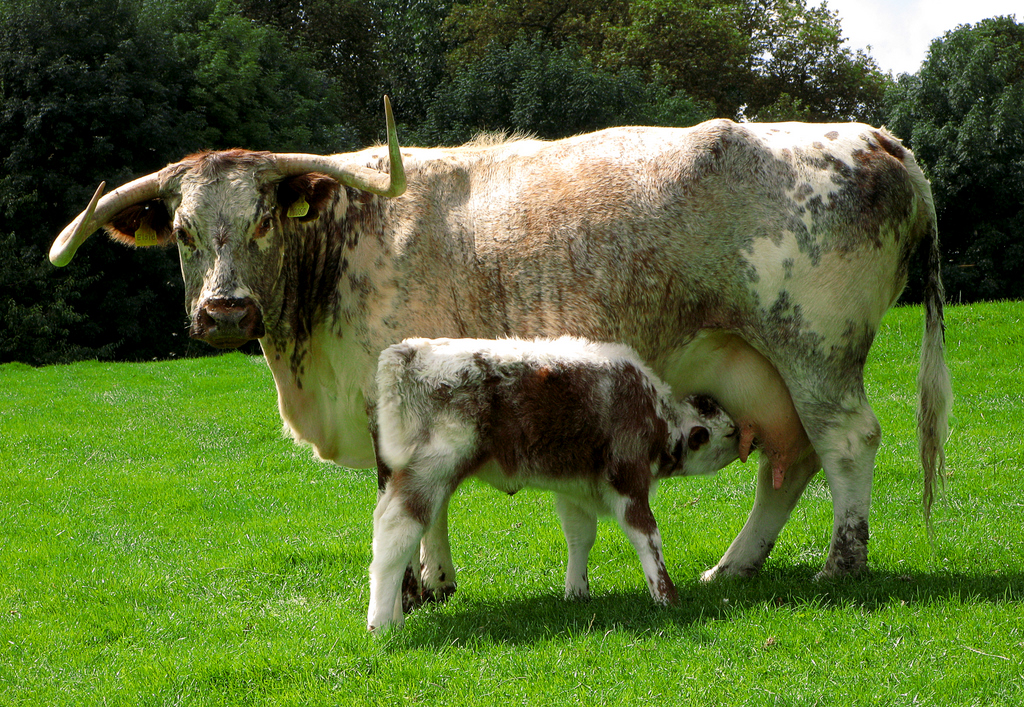
Englische Longhornkuh mit Kalb

So wie Bakewell zu den Ersten zählte, die Schafe gezielt auf Fleischleistung selektierten, gehörte er in Großbritannien auch zu den Ersten, die gezielt Mastrinder züchteten. Typischerweise hielten Landwirte Zweinutzungs- oder gar Dreinutzungsrassen. Rinder wurden nicht nur wegen ihrer Milch, sondern vor allem wegen ihrer Zugkraft vor Pflug und Wagen gehalten. Ihr Fleischertrag spielte nur eine untergeordnete Rolle. Bakewell paarte langhornige Kühe mit einem Westmoreland-Bullen, um schließlich das English Longhorn, auch Dishley Longhorn genannt, zu züchten, das vor allem eine für damalige Zeit herausragende Fleischleistung hatte. Um 1700 betrug das durchschnittliche Gewicht eines Bullen rund 168 Kilogramm. Bis zum Jahre 1786 hatte sich das Gewicht mehr als verdoppelt und betrug durchschnittlich 381 Kilogramm.

### Pferd
Bakewell züchtete das Improved Black Cart horse, auch Bakewell Black genannt, aus dem später das Shire Horse gezüchtet wurde.

### Landwirtschaftliche Anbaumethoden
Bakewell hielt Bodenverbesserung für eine der wichtigen Arbeiten eines Landwirtes. Obwohl er nur Pächter seines landwirtschaftlichen Gutes war, ließ er umfangreich Gräben anlegen, um eine Bewässerung seiner Weiden sicherzustellen. Er nutzte diese Wassergräben aber auch, um Futter auf seinem Gut zu transportieren. Er zählte auch zu den ersten, die seine Weiden durch Dornenhecken in kleinere Parzellen unterteilte, und zwischen denen er sein Weidevieh rotieren ließ. Diese kleineren Weiden sorgten dafür, dass die jeweilige Weide vom Vieh besser begrast wurde und das Gras schneller nachwuchs.

## Bakewell und Charles Darwin
In seinem epochenmachenden Werk Über die Entstehung der Arten, das 1859 erstmals veröffentlicht wurde und das grundlegende Werk der Evolutionsbiologie ist, betont Charles Darwin ausdrücklich den Einfluss von Bakewells züchterischer Arbeit auf seine Theorie der Artentwicklung. Die Veränderungen, die Bakewell bei einzelnen Rassen erzielt habe, belege die Bandbreite an Variationsmöglichkeiten bei domestizierten Arten.

## New Dishley Society
Die New Dishley Society wurde geschaffen, um an Robert Bakewell und die Landwirte seiner Zeit zu erinnern, die seine Methoden aufgriffen und weiterentwickelten. Die Gesellschaft zielt darauf ab, Wissen über seine Leistung wach zu halten und seine Pionierleistung bei der Verbesserung der Viehzucht und Anbaumethoden zu würdigen. Die Gesellschaft unterstützt die Untersuchung der landwirtschaftlichen Methoden im 18. und zu Beginn des 19. Jahrhunderts.